# 헬브룬궁

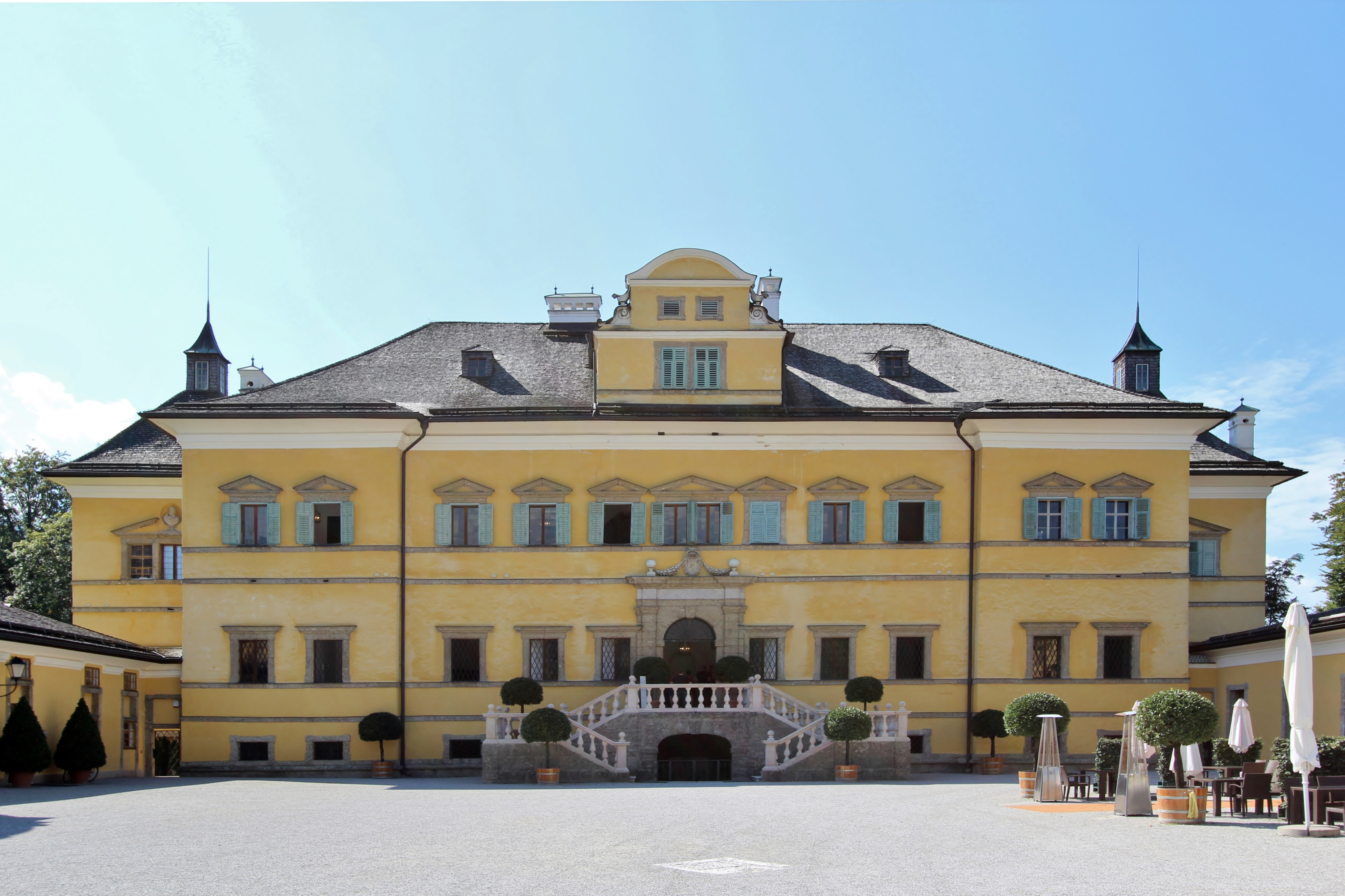
헬브룬궁

헬브룬궁(독일어: Schloss Hellbrunn)은 오스트리아 잘츠부르크 모르츠그 지구의 남쪽 헬브룬으로 불리는 지역에 있는 궁전이다. 역사적인 성관의 일부는 잘츠부르크 동물원으로 사용되고 있다.